# Mitsuko Shirai
Mitsuko Shirai (jap. 白井 光子 Shirai Mitsuko; * 28. Mai 1947 in Nagano, Japan) ist eine japanische Sängerin in den Stimmlagen Sopran und Mezzosopran.

## Leben und Wirken
Mitsuko Shirai machte ihren Gesangsabschluss 1972 an der Musashino-Musikakademie Tokio (Musashino Academia Musicae) in Japan. Danach zog sie nach Deutschland, um an der Hochschule für Musik und Darstellende Kunst Stuttgart zu studieren. Dort lernte sie den Pianisten Hartmut Höll kennen, mit dem sie schon bald Kunstlied-Abende in Europa, Skandinavien, Israel, Afrika, Japan, Südamerika, Russland, den USA und Kanada veranstaltete. Als Duo haben sich die beiden im Bereich der Liedgestaltung einen Namen gemacht und zahlreiche Schallplatten eingespielt. Shirai hat aber auch Orchesterlieder zusammen mit den Berliner Philharmonikern, dem New Japan Philharmonic, dem Atlanta Symphony Orchestra, dem Nouvel Orchestre Philharmonique de Paris und den Wiener Symphonikern aufgeführt. Vereinzelt singt sie auch Opern; ihr Operndebüt gab sie 1987 in Frankfurt als Despina in Così fan tutte.
Seit 1992 ist sie Professorin. Seit 1994 leitet Shirai zusammen mit Höll die Klasse für „Liedgestaltung“ an der Hochschule für Musik Karlsruhe.

## Auszeichnungen
Mitsuko Shirai hat zahlreiche Gesangswettbewerbe gewonnen und unter anderem auch folgende Auszeichnungen erhalten:
- 1982: Robert-Schumann-Preis.[4]
- 1996: Großer Idemitsu-Musikpreis.[5]
- 1997: ABC International Music Award.[5]
- 2008: „Verdienstmedaille am violetten Band“ des japanischen Kaisers, für ihre Verdienste um das deutsche Lied. (Eine Ehrung, die nur sehr selten an Musiker vergeben wird.)[5]
- 2010: Bundesverdienstkreuz, in Anerkennung ihrer künstlerischen und pädagogischen Leistungen.[6]
- 2018: “The Order of the Rising Sun, Gold Rays with Rosette”, vom japanischen Kaiser verliehen. (Der älteste Orden des Landes.) Damit wurde ihr Lebenswerk und ihre überragenden Verdienste um die Liedkunst, insbesondere das deutsche Lied, gewürdigt.
- 2018: Ehrendoktorwürde der University of Victoria / Canada